# ロニー・エチソン
ロニー・エチソン（Ronnie Etchison、1920年5月6日 - 1994年3月14日）は、アメリカ合衆国のプロレスラー。ミズーリ州セントジョセフ出身。
生年月日は1917年、1920年、1924年説などがある。

## 来歴
アマレスで活動後、20歳でプロレス入り。地元の中西部地区（後のセントラル・ステーツ・レスリング）や南部のジョージア地区（後のジョージア・チャンピオンシップ・レスリング）などを主戦場にし、また1948年にはモンタナ州のヘビー級王座になっている。
1950年代は西海岸のカリフォルニア地区を主戦場とし、1950年にはサンフランシスコ版のNWA太平洋岸ヘビー級王座を奪取した。
中西部地区では1951年1月にNWAミズーリ・ヘビー級王座を奪取、同月20日と3月23日にはルー・テーズのNWA世界ヘビー級王座に挑戦している。
タッグでもカリフォルニア地区にて、サンダー・ザボーとのコンビでNWA太平洋岸タッグ王座やNWA世界タッグ王座（サンフランシスコ版）などを獲得した。
1960年代にはカルガリーのスタンピード・レスリングにも進出、インターナショナル・タッグ王座やNWAカナディアン・タッグ王座（カルガリー版）を奪取。
日本には1961年5月、日本プロレスの第3回ワールドリーグ戦に参戦。同年11月には「キング・オブ・マスク」なる白を基調とした覆面レスラーとして再来日、開幕戦ではミスター・フーこと同郷のラリー・ハミルトンとの覆面コンビで吉村道明&遠藤幸吉とのタッグマッチが組まれたが、ゼブラ・キッドの干渉もあって、試合前にハミルトン共々自らマスクを脱いで正体を現している。翌1962年1月19日の大阪大会では力道山の持つアジアヘビー級王座に挑戦した。
1973年8月には全日本プロレスの『ワールド・チャンピオン・シリーズ』に、ボボ・ブラジル、パット・オコーナー、ハーリー・レイス、ドリー・ファンク・ジュニアらと共に来日した。
引退後は地元でレフェリーやプロモーターを務め、プロレス業界を離れてからはバーテンダーをしていた。 また、トレーナーとしてマイク・ジョージやブッチ・リードなどを指導した。
1994年3月14日、自宅にて老衰により死去。73歳没。

## 得意技
- ジャイアントスイング

## 獲得タイトル
- モンタナ・ヘビー級王座:1回[4]
- NWA太平洋岸ヘビー級王座（サンフランシスコ版）：1回[5]
- NWA太平洋岸タッグ王座（サンフランシスコ版）：3回（w / サンダー・ザボー、エンリケ・トーレス×2）[8]
- NWA世界タッグ王座（サンフランシスコ版）：6回（w / サンダー・ザボー、レイ・スターン、エンリケ・トーレス、バディ・ロジャース、ジョニー・バレンド、アルベルト・トーレス）[9]
- NWAミズーリ・ヘビー級王座[6]
- NWAインターナショナル・タッグ王座（ジョージア版）：1回（w / レイ・ガンケル）[17]
- NWAインターナショナル・タッグ王座：4回（w / ドミニク・ブラボー×3、ダン・ミラー）[10]
- NWAカナディアン・タッグ王座（カルガリー版）[11]
- NWA USヘビー級王座（セントラル・ステーツ版）：8回[18]
- NWA世界タッグ王座（フロリダ版）：1回（w / サム・スティムボート）[19]
- NWAセントラル・ステーツ・ヘビー級王座：1回[20]
- NWA北米タッグ王座（セントラル・ステーツ版）：3回（w / サニー・マイヤース×2、クロンダイク・ビル）[21]
- NWAアイオワ・タッグ王座：3回（w / ボビー・シェーン、ルーベン・ロペス、パット・オコーナー）[22]